# La Pampa (Córdova)

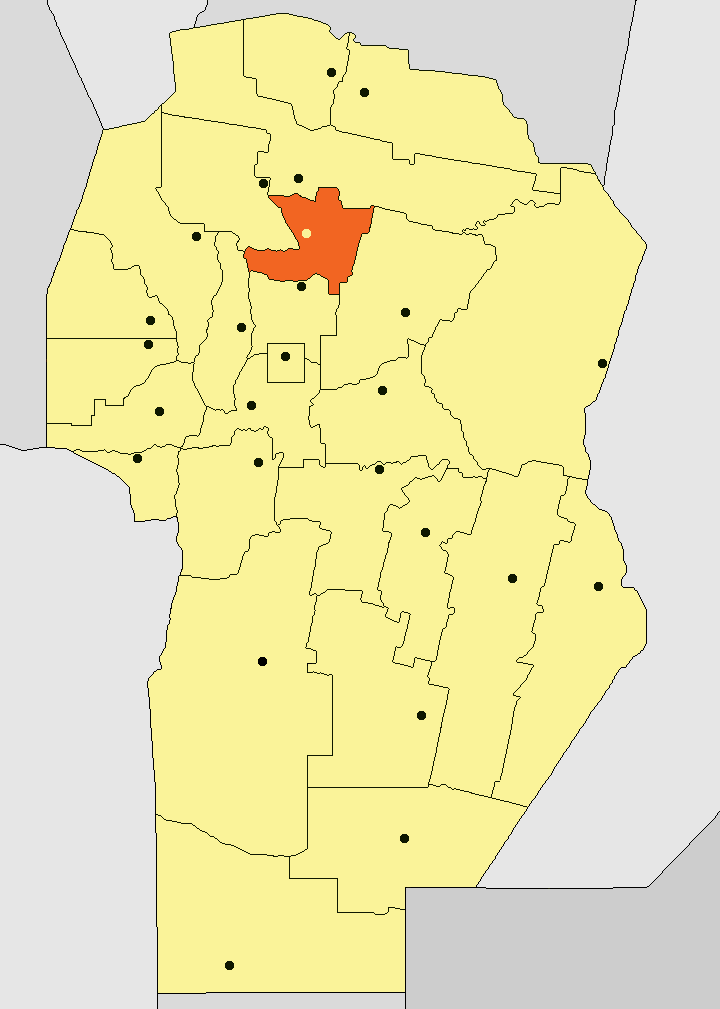
Córdoba no mapa

La Pampa (Córdoba) é uma comuna da província de Córdoba, na Argentina.